# Floriana Football Club 2011-2012
Questa voce raccoglie le informazioni riguardanti il Floriana Football Club nelle competizioni ufficiali della stagione 2011-2012.

## Rosa
Fonte:
| N. |                        | Ruolo | Calciatore       |
| -- | ---------------------- | ----- | ---------------- |
|    | Malta (bandiera)       | P     | John Agius       |
|    | Malta (bandiera)       | P     | Jurgen Borg      |
|    | Malta (bandiera)       | P     | Jurgen Micallef  |
|    | Inghilterra (bandiera) | P     | Matt Towns       |
|    | Malta (bandiera)       | D     | Alan Abela       |
|    | Togo (bandiera)        | D     | Éric Akoto       |
|    | Malta (bandiera)       | D     | Mark Borg        |
|    | Malta (bandiera)       | D     | Jermain Brincat  |
|    | Malta (bandiera)       | D     | Owen Bugeja      |
|    | Malta (bandiera)       | D     | Tyrone Farrugia  |
|    | Malta (bandiera)       | D     | Francesco Gusman |
|    | Malta (bandiera)       | D     | Thomas Paris     |
|    | Malta (bandiera)       | D     | Duncan Pisani    |
|    | Malta (bandiera)       | C     | Luke Agius       |
|    | Malta (bandiera)       | C     | Clyde Borg       |

| N. |                      | Ruolo | Calciatore        |
| -- | -------------------- | ----- | ----------------- |
|    | Malta (bandiera)     | D     | Joseph Borg       |
|    | Malta (bandiera)     | C     | Christian Cassar  |
|    | Argentina (bandiera) | C     | Pablo Doffo       |
|    | Brasile (bandiera)   | C     | Edilson           |
|    | Malta (bandiera)     | C     | Brooke Farrugia   |
|    | Malta (bandiera)     | C     | Manolito Micallef |
|    | Malta (bandiera)     | C     | John Mintoff      |
|    | Malta (bandiera)     | C     | Mark Spiteri      |
|    | Argentina (bandiera) | A     | Julio Alcorsé     |
|    | Malta (bandiera)     | A     | Christian Caruana |
|    | Belgio (bandiera)    | A     | Alandson da Silva |
|    | Malta (bandiera)     | A     | Ryan Darmanin     |
|    | Svezia (bandiera)    | A     | André Grabowski   |
|    | Nigeria (bandiera)   | A     | Onome Sodje       |
|    | Malta (bandiera)     | A     | Ivan Woods        |